# Palitana (Staat)

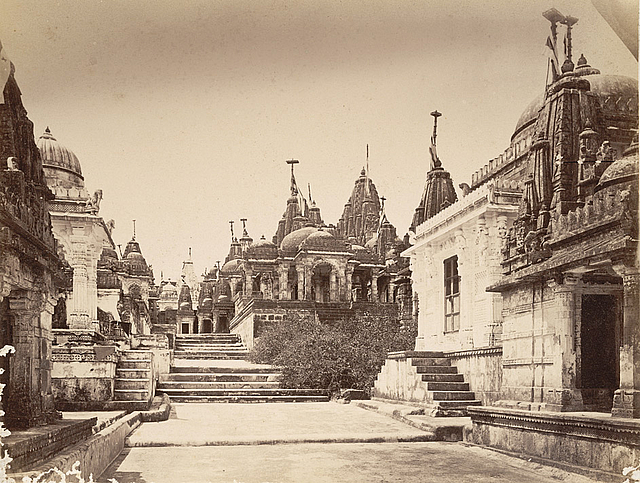
Jain-Tempel in Palitana im Jahr 1860

Palitana war ein Fürstenstaat Britisch-Indiens in der Region Gohelwar im Südwesten der Halbinsel Kathiawar im heutigen Bundesstaat Gujarat. Seine Hauptstadt war der Ort Palitana. Das Fürstentum wurde 1194 von Thakur Sahib Sekaji, einem Gohil-Rajputen aus der Dynastie der Fürsten von Bhavnagar, gegründet. Palitana war 1807–1947 britisches Protektorat. Es hatte 1921 eine Fläche von 777 km² und 58.000 Einwohner.
Am 15. August 1947 wurde Palitana Mitglied des Staatenbundes Saurashtra und am 15. Februar 1948 vollzog es den Anschluss an Indien (siehe Geschichte Indiens). Am 1. November 1956 wurden alle Fürstenstaaten aufgelöst und dem Bundesstaat Bombay einverleibt. Durch die Teilung von Bombay am 1. Mai 1960 kam Palitana zu Gujarat.